# هاودن گانلی
جیمز هاودِن گانْلی (انگلیسی: James Howden Ganley، زادهٔ ۲۴ دسامبر ۱۹۴۱ در هامیلتون) رانندهٔ سابق مسابقات اتومبیل‌رانی فرمول یک اهل نیوزیلند است که از فصل ۱۹۷۱ تا ۱۹۷۴ در مجموع در ۴۱ گراند پری شرکت کرد.
گانلی در طول دوران فعالیت خود در فرمول یک ۱۰ امتیاز را به نام خود به‌ثبت رساند.